# Puits gravitationnel
 (juin 2018).
Si vous disposez d'ouvrages ou d'articles de référence ou si vous connaissez des sites web de qualité traitant du thème abordé ici, merci de compléter l'article en donnant les références utiles à sa vérifiabilité et en les liant à la section « Notes et références ».
Un puits gravitationnel est une représentation géométrique du concept de champ gravitationnel entourant un objet dans l'espace. Plus lourd sera l'objet, plus profond et étendu sera le puits qui lui est associé. Tout objet ou personne à la surface d'un corps céleste est considéré comme au fond du puits de ce corps. S'éloigner dans l'espace depuis la surface du corps céleste correspond à grimper en dehors du puits gravitationnel. L'énergie nécessaire pour atteindre la vitesse de libération augmente avec la profondeur du puits gravitationnel.
En astrophysique, un puits gravitationnel est plus spécifiquement le champ gravitationnel entourant un corps massif. D'autres types de puits de potentiel existent comme l'électrique ou le magnétique. Les modèles physiques des puits gravitationnels sont parfois utilisés pour illustrer la mécanique spatiale. Ils sont parfois confondus avec les schémas de la relativité générale mais les deux concepts ne sont pas liés.

## Détails

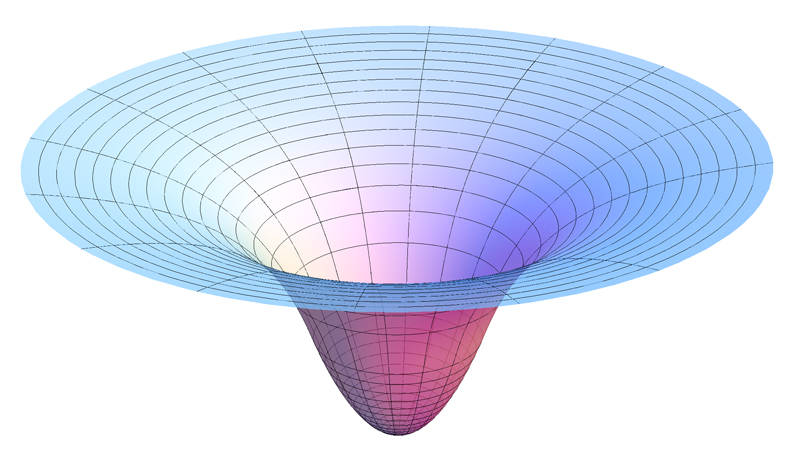
Représentation en deux dimensions d'une tranche du potentiel gravitationnel dedans et autour d'un corps sphérique, symétrique et uniformément dense.

Le potentiel gravitationnel externe d'un corps sphérique symétrique est donné par la formule :
{\displaystyle \Phi (\mathbf {x} )=-{\frac {GM}{|\mathbf {x} |}}}
Une représentation en deux dimensions de cette fonction est donnée dans l'image. Cette représentation graphique a été dessinée avec un potentiel intérieur proportionnel à |x|2, ce qui correspond à un objet de densité uniforme, mais ce potentiel intérieur n'est généralement pas pertinent car l'orbite d'une particule test ne peut pas croiser le corps.
Le « trou » dans la représentation graphique est à l'origine du terme « puits » gravitationnel.